# Deutsch-Finnische Rundschau
Die Deutsch-Finnische Rundschau (DFR) ist eine regelmäßig erscheinende Zeitschrift, die sich vor allem Finnland und Themen der deutsch-finnischen Beziehungen widmet. Die Zeitschrift wurde 1968 gegründet und erscheint seither viermal im Jahr. Die gedruckte periodische Auflage beträgt 9.000 Exemplare (2018). Herausgeber ist die Deutsch-Finnische Gesellschaft, deren Organ diese Zeitschrift ist. Verlegt wird sie beim Berliner Wissenschafts-Verlag. Sie wird den Mitgliedern kostenlos zur Verfügung gestellt.
Die DFR stellt Themen aus der finnischen Gesellschaft, Kultur und Politik in den Vordergrund; daneben werden auch wirtschaftliche und Umweltthemen behandelt. Reiseberichte und -empfehlungen runden die Zeitschrift ab. Nachrichten zur Deutsch-Finnischen Gesellschaft kommen am Rand vor, meist sind hierfür nur zwei der bis zu 56 Seiten umfassenden Zeitschrift reserviert.
Zu den Autoren gehören zum Teil namhafte Literaten, Wissenschaftler und Journalisten wie Siegfried Löffler, der langjährige Finnland-Korrespondent und Berichterstatter der Helsinki-Konferenz.